# Алексей Екимов
 Алексей Екимов (на руски: Алексей Екимов) е руски физик на твърдото тяло и пионер в изследването на наноматериалите. Той открива полупроводниковите нанокристали, известни като квантови точки през 1981 г., докато работи в Държавния оптичен институт „Вавилов“, Санкт Петербург. През 2023 г. е удостоен с Нобелова награда за химия за това откритие.

## Биография
Екимов е роден през 1945 г. в Съветския съюз. През 1967 г. завършва Физическия факултет на Ленинградския държавен университет. Той получава докторска степен по физика в Института „Йофе“ на Руската академия на науките през 1974 г.
След дипломирането си Екимов се премества в Държавния оптичен институт „Вавилов“, където продължава изследванията си. Той започва да изучава стъкла, активирани с полупроводници, известни като стъкла на Шот, и разработва теории, за да обясни цвета им. На рентген се вижда, че когато стъклата се нагряват и след това охлаждат, се образуват кристали от меден хлорид, създавайки сини цветове. По-малките кристали произвеждат по-синьо стъкло.
През 1981 г. Екимов, заедно с Алексей Онущенко, съобщават за откриването на квантови размерни ефекти в нанокристали на меден хлорид в стъкло, феномен, известен сега като квантови точки. По време на престоя си в института Екимов допълнително изследва тези системи и съвместно с Александър Ефрос развива теорията за квантовото ограничение.
От 1999 г. Екимов живее и работи в САЩ като изследовател за „Нанокристалс Технолоджи“, компания, базирана в щата Ню Йорк.

## Почести и награди
През 1975 г. Екимов е удостоен с Държавната награда на СССР за наука и инженерство за работата си върху ориентацията на спина на електроните в полупроводниците.
Екимов, Луис Брус и Мунги Бауенди са носителите на Нобеловата награда за химия за 2023 г. „за откриването и синтеза на квантовите точки“.

## Избрани публикации
- Ekimov, A. I. и др. Quantum size effect in three-dimensional microscopic semiconductor crystals //  Zhurnal eksperimentalnoi i teoreticheskoi fiziki 34.   30 September 1981. с. 363-366.
- Ekimov, A. I. и др. Quantum size effect in three-dimensional microscopic semiconductor crystals //  Journal of Experimental and Theoretical Physics Letters  (JETP Lett.) 34.   1982. с. 345-349.
- Ekimov, A. I. и др. Quantum size effect in semiconductor microcrystals //  Solid State Communications 56 (11).   1 December 1985. DOI:10.1016/S0038-1098(85)80025-9. с. 921–924.
- Ekimov, A. I. и др. Absorption and intensity-dependent photoluminescence measurements on CdSe quantum dots: assignment of the first electronic transitions //  JOSA B 10 (1).   1 January 1993. DOI:10.1364/JOSAB.10.000100. с. 100–107.